# Sam M. Lewis
Sam M. Lewis, född 25 oktober 1885 i New York, död 22 november 1959 i New York, var en amerikansk sångare och textförfattare. Lewis började sin musikkarriär med att sjunga på kaféer i New York. Han började skriva sånger 1912. Han skrev många sånger och samarbetade med andra låtskrivare, mest med Joe Young, men också med Fred E. Ahlert, Walter Donaldson, Jean Schwartz, Bert Grant, Harry Warren, Ted Fiorito, J. Fred Coots, Ray Henderson, Victor Young, Peter DeRose och Harry Akst. Hans sånger har använts som filmmusik i bland annat Big Fish och Pelikanfallet. Lewis beviljades medlemskap i American Society of Composers, Authors, and Publishers år 1914 och blev invald till Songwriters Hall of Fame.